# Il ribelle - Starred Up
Il ribelle - Starred Up (Starred Up) è un film del 2013 diretto da David Mackenzie.
Il film presenta uno spaccato del mondo carcerario britannico basandosi sull'esperienza diretta dello sceneggiatore Jonathan Asser che ha lavorato come terapista volontario nella prigione di Wandsworth. L'espressione inglese "starred up" sta ad indicare il passaggio da un carcere minorile ad uno per adulti.

## Trama
Eric Love è un giovane recluso che viene trasferito in un carcere per adulti. Il nuovo ambiente non attenua il suo comportamento molto violento e, ben presto, Eric finirà sotto il controllo del luogotenente Haynes. All'interno del carcere il ragazzo conosce suo padre Neville, che non vedeva il figlio da 12 anni. Il padre gli raccomanda di mantenere la disciplina interna, dettata in parte dalle guardie e in parte da una gerarchia molto rigida tra i carcerati. Forzato a frequentare un gruppo che, sotto la guida del terapista volontario Oliver, cerca di aiutare a controllare l'ira, Eric, dopo l'iniziale rifiuto dimostra confortanti progressi.
Un banale litigio all'interno di questo stesso gruppo, crea il pretesto per destinare il ragazzo in isolamento, vanificando il prezioso lavoro di Oliver che si vede costretto ad abbandonare. Il padre, con il quale sembra impossibile ricostruire un rapporto, riesce con astuzia e tenacia a raggiungere il figlio in isolamento e salvarlo prima che venga ucciso dal luogotenente simulandone un suicidio. Neville, nella sua impresa temeraria ha ferito un secondino ed ucciso il "capo" dei carcerati. Prima di essere trasferito gli viene permesso di salutare il figlio, del quale ora ha riacquistato il rispetto e l'affetto.

## Produzione
L'azione del film è tutta interna al carcere. Le riprese si sono svolte tra due prigioni dismesse dell'Irlanda del Nord, la Crumlin Road di Belfast e la Maze Prison di Lisburn.